# Vella spinosa
Vella spinosa är en korsblommig växtart som beskrevs av Pierre Edmond Boissier. Vella spinosa ingår i släktet Vella och familjen korsblommiga växter. Inga underarter finns listade i Catalogue of Life.
Blomman är gul eller gräddvit, med lila ådror.

## Bildgalleri

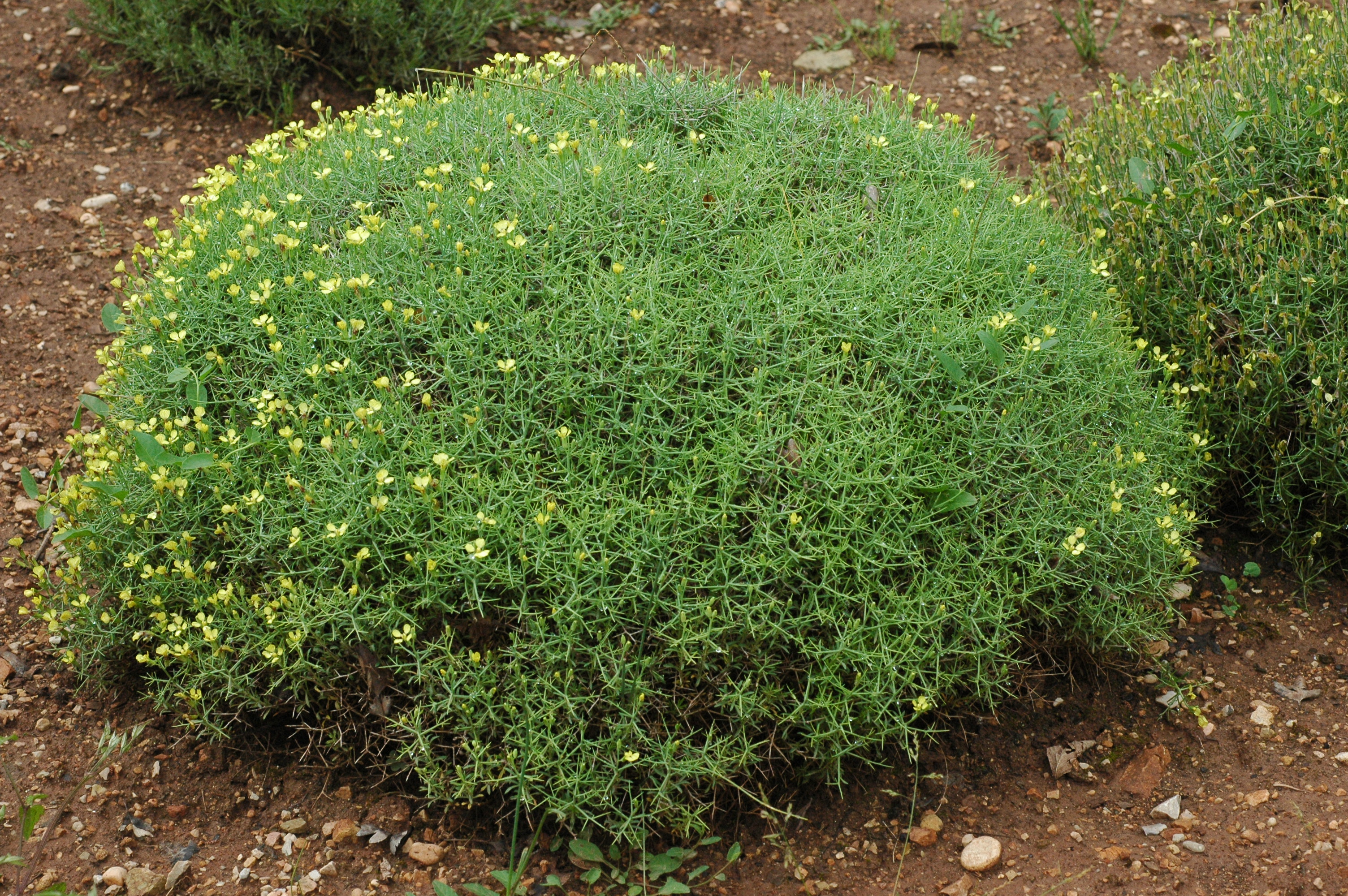